# Wenings
Wenings ist ein Stadtteil von Gedern im hessischen Wetteraukreis.

## Geographie
Der etwa 1300 Einwohner zählende Ort liegt am Südhang des Vogelsbergs im Tal der Bleiche auf etwa 340 m ü. NN.

## Geschichte

### Isenburg im Heiligen Römischen Reich

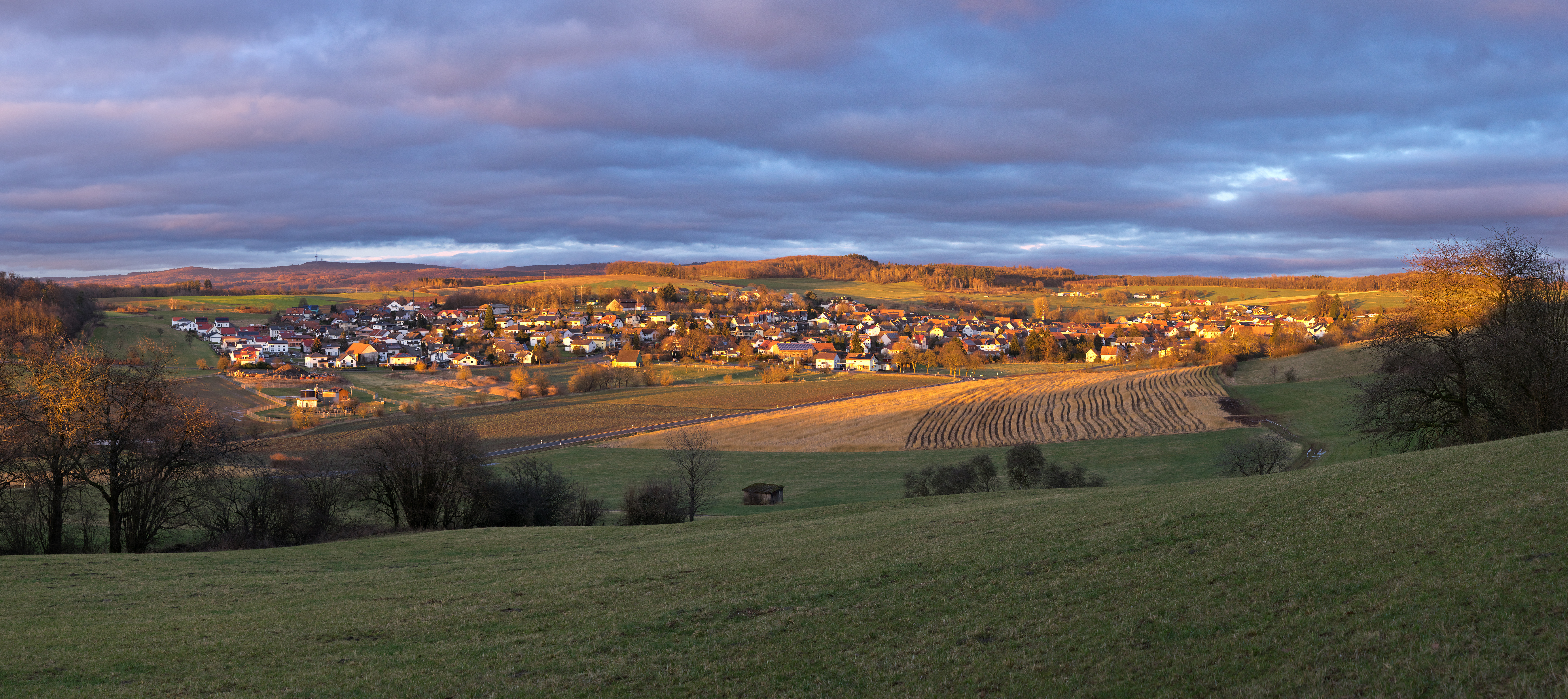
Ansicht von Südwesten

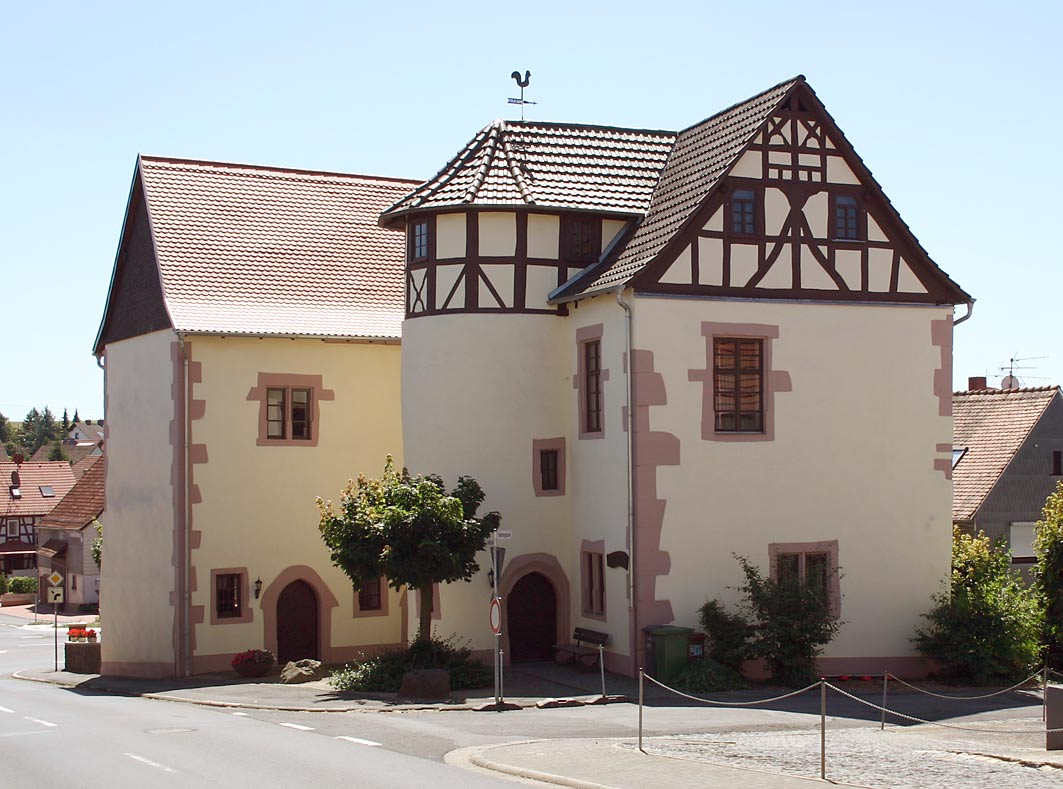
Burgmannenhaus Moritzstein

Die älteste bekannte schriftliche Erwähnung von Wenings erfolgte im Jahr 1187 unter dem Namen Waeninges in einem Besitzverzeichnis der Johanniter zu Nidda anlässlich einer Schenkung des Grafen Bertholds.
Wenings gehörte zunächst den Herren von Büdingen. Nachdem diese im Mannesstamm ausgestorben waren, fiel der Ort an die Grafen von Isenburg. Durch die hohen Vorkommen an Eisen wuchs Wenings im Mittelalter zu einem beachtlichen Dorf. Zum Schutz der Siedlung wurde schon früh ein bepflanzter Wall und ein hundert Schritte breiter und dichter Hain angelegt, in dem sich bis zum 16. Jahrhundert Wölfe befunden haben sollen.
Den guten Beziehungen Luthers von Isenburg und Büdingen (1286–1340) zu Kaiser Ludwig dem Bayern war es zu verdanken, dass Wenings am 29. Mai 1336 die Stadtrechte verliehen wurden. Hierdurch erhielt Wenings auch das Recht, eine Befestigungsanlage zu errichten. Bis zur Fertigstellung der Ummauerung mit ihren fünf Wehrtürmen dauerte es jedoch weitere 100 Jahre. Die befestigte Stadt bot hernach nicht nur der eigenen, zwischenzeitlich auf 400 Bürger angewachsenen Bevölkerung Schutz, sondern diente auch in Kriegszeiten als Rückzugsort für die Menschen der umliegenden Dörfer.
Als 1596 Graf Wolfgang Ernst I. von Isenburg und Büdingen die Stadtrechte aberkennen wollte, widersetzten sich die Einwohner von Wenings. Es kam zur sogenannten „Rebellion der Stadt Wenings gegen ihre Landesherrschaft“. Die heftigen Auseinandersetzungen der Einwohner mit den Landesherren in Büdingen („die Weningser, sie huldigen nicht!“) endeten 1603 mit einem Vergleich vor dem Reichskammergericht in Speyer. Wenings erhielt hierdurch seine Privilegien zurück.
Von dem im 18. Jahrhundert gebauten Schloss Moritzstein – nach seinem Erbauer, Graf Moritz von Isenburg Birstein – steht heute nur noch das Burgmannenhaus. Die regierenden Grafen der Grafschaft Isenburg-Birstein waren zwar 1744 Reichsfürsten geworden, die Reichsunmittelbarkeit ist jedoch mit dem Ende des alten deutschen Reiches (die Niederlegung der Kaiserkrone durch den Kaiser und die Entbindung vom Treueid an ihn von 1806) untergegangen.

### Isenburg im Rheinbund
Am 12. Juli 1806 trat der seit 1803 regierende Fürst, Carl von Isenburg-Birstein, mit dem ehemaligen Reichsterritorium dem Rheinbund (amtlich: Confédération du Rhin) bei, einer Konföderation dessen Protektor (Protecteur de la Confédération) Napoleon Bonaparte war (per Volksabstimmung Empereur par la volonté nationale – Kaiser durch den Willen der Nation). Carl wurde dadurch souverainer Fürst über alle isenburgische Lande; außenpolitisch und militärisch hatte aber Napoleon zu bestimmen.
Das ehemalige Reichsfürstentum wurde mit den mediatisierten ysenburgischen Grafschaften in Büdingen, Meerholz und Wächtersbach zu einem einheitlichen Staat im modernen Sinne (Fürst Carl führte z. B. die Schriftlichkeit der Verwaltungsentscheidungen ein, gründete eine Diener-Witwen- und Waisenkasse, eine Feuerversicherung für die Gebäude, regelte die unentgeltliche Impfung gegen die Pocken durch die Amtsärzte und die Invalidenversorgung nach dem Militärdienst). Carl gehörte nach der Niederlage Napoleons (Völkerschlacht bei Leipzig) zu den Besiegten (die Isenburger Gemeinden hatten hohe Kriegslasten zu tragen), das Gebiet seines Fürstentums wurde besetztes Feindesland, nach dem Wiener Kongress kam es 1815 zu Österreich, aber nur für ein Jahr, danach teilten sich 1816 der Großherzog von Hessen-Darmstadt und der Kurfürst von Hessen-Kassel das Land, die Stadt fiel an das Großherzogtum Hessen.
Zwischen 1852 und 1972 gehörte Wenings zum Kreis Büdingen.

### 675 Jahre Stadtrechte
Im Jahr 2011 feierte der Ort Wenings die 675. Wiederkehr der Verleihung des Stadtrechts. Das über das gesamte Jahr dauernde Veranstaltungsprogramm beinhaltete u. a. Geschichtsvorträge, Musikveranstaltungen und Stadtführungen sowie einen Festzug mit Mittelaltermarkt und Oldtimer-Traktoren-Ausstellung.

### Hessische Gebietsreform (1970–1977)
Im Zuge der Gebietsreform in Hessen schloss sich die bis dahin Selbständige Gemeinde Wenings zum 31. Dezember 1971 freiwillig mit anderen Nachbargemeinden als Stadtteil der Stadt Gedern an.
Für Wenings, wie für alle nach Gedern eingegliederten ehemaligen Gemeinden sowie für die Kernstadt, wurde je ein Ortsbezirk gebildet.

### Verwaltungsgeschichte im Überblick
Die folgende Liste zeigt die Staaten und Verwaltungseinheiten, denen Wenings angehört(e):
- vor 1806: Heiliges Römisches Reich, Fürstentum Isenburg-Birstein, Amt Wenings, Gericht Wenings
- ab 1806: Fürstentum Isenburg (Rheinbund),[Anm. 2] Amt Wenings
- ab 1813: Generalgouvernement Frankfurt,[Anm. 3] Amt Wenings
- ab 1815: Kaisertum Österreich,[Anm. 4] Amt Wenings
- ab 1816: Großherzogtum Hessen (Souveränitätslande),[Anm. 5] Provinz Oberhessen, Amt Wenings[10] (zur Standesherrschaft Isenburg gehörig)
- ab 1822: Großherzogtum Hessen, Provinz Oberhessen, Landratsbezirk Büdingen[11][Anm. 6]
- ab 1848: Großherzogtum Hessen, Regierungsbezirk Nidda
- ab 1852: Großherzogtum Hessen, Provinz Oberhessen, Kreis Büdingen
- ab 1867: Norddeutscher Bund,[Anm. 7]  Großherzogtum Hessen, Provinz Oberhessen, Kreis Büdingen
- ab 1871: Deutsches Reich, Großherzogtum Hessen, Provinz Oberhessen, Kreis Büdingen
- ab 1918: Deutsches Reich,[Anm. 8] Volksstaat Hessen, Provinz Oberhessen, Kreis Büdingen
- ab 1938: Deutsches Reich, Volksstaat Hessen, Landkreis Büdingen[12][Anm. 9]
- ab 1945: Amerikanische Besatzungszone, Groß-Hessen,[Anm. 10] Regierungsbezirk Darmstadt, Landkreis Büdingen
- ab 1946: Amerikanische Besatzungszone, Land Hessen, Regierungsbezirk Darmstadt, Landkreis Büdingen
- ab 1949: Bundesrepublik Deutschland, Land Hessen, Regierungsbezirk Darmstadt, Landkreis Büdingen
- ab 1972: Bundesrepublik Deutschland, Land Hessen, Regierungsbezirk Darmstadt, Wetteraukreis, Stadt Gedern

## Bevölkerung
Einwohnerentwicklung
| Wenings: Einwohnerzahlen von 1834 bis 2022 | Wenings: Einwohnerzahlen von 1834 bis 2022 | Wenings: Einwohnerzahlen von 1834 bis 2022 | Wenings: Einwohnerzahlen von 1834 bis 2022 | Wenings: Einwohnerzahlen von 1834 bis 2022 |
| --- | ------------------------------------------ | ------------------------------------------ | ------------------------------------------ | ------------------------------------------ |
| Jahr |                                            |                                            |                                            | Einwohner                                  |
| 1834 | 1834                                       |                                            | 1.121                                      | 1.121                                      |
| 1840 | 1840                                       |                                            | 1.048                                      | 1.048                                      |
| 1846 | 1846                                       |                                            | 1.023                                      | 1.023                                      |
| 1852 | 1852                                       |                                            | 993                                        | 993                                        |
| 1858 | 1858                                       |                                            | 1.048                                      | 1.048                                      |
| 1864 | 1864                                       |                                            | 877                                        | 877                                        |
| 1871 | 1871                                       |                                            | 838                                        | 838                                        |
| 1875 | 1875                                       |                                            | 884                                        | 884                                        |
| 1885 | 1885                                       |                                            | 855                                        | 855                                        |
| 1895 | 1895                                       |                                            | 808                                        | 808                                        |
| 1905 | 1905                                       |                                            | 747                                        | 747                                        |
| 1910 | 1910                                       |                                            | 771                                        | 771                                        |
| 1925 | 1925                                       |                                            | 731                                        | 731                                        |
| 1939 | 1939                                       |                                            | 728                                        | 728                                        |
| 1946 | 1946                                       |                                            | 1.042                                      | 1.042                                      |
| 1950 | 1950                                       |                                            | 1.024                                      | 1.024                                      |
| 1956 | 1956                                       |                                            | 897                                        | 897                                        |
| 1961 | 1961                                       |                                            | 905                                        | 905                                        |
| 1967 | 1967                                       |                                            | 905                                        | 905                                        |
| 1970 | 1970                                       |                                            | 872                                        | 872                                        |
| 1980 | 1980                                       |                                            | ?                                          | ?                                          |
| 1990 | 1990                                       |                                            | ?                                          | ?                                          |
| 2000 | 2000                                       |                                            | ?                                          | ?                                          |
| 2011 | 2011                                       |                                            | 1.224                                      | 1.224                                      |
| 2022 | 2022                                       |                                            | 1.232                                      | 1.232                                      |
| Datenquelle: Historisches Gemeindeverzeichnis für Hessen: Die Bevölkerung der Gemeinden 1834 bis 1967. Wiesbaden: Hessisches Statistisches Landesamt, 1968. Weitere Quellen: LAGIS; Zensus 2011; 2022 |                                            |                                            |                                            |                                            |

Historische Religionszugehörigkeit
| • 1961: | 752 evangelische (= 83,09 %), 146 katholische (= 16,13 %) Einwohner |

## Politik

### Ortsbeirat
Für Wenings besteht ein Ortsbezirk (Gebiete der ehemaligen Gemeinde Wenings) mit Ortsbeirat und Ortsvorsteher nach der Hessischen Gemeindeordnung.
Der Ortsbeirat besteht aus sieben Mitgliedern.
Bei den Kommunalwahlen in Hessen 2021 gehörten alle Kandidaten der „Bürgerliste Wenings“ an. Der Ortsbeirat wählte Almuth Zinn zur Ortsvorsteherin.

### Wappen
Am 14. Juni 1967 wurde der Stadt Wenings im damaligen Landkreis Büdingen ein Wappen mit folgender Blasonierung verliehen: Über einem silbernen, mit zwei schwarzen Balken belegten Schildfries in Rot ein schreitendes, rechtsgewendetes silbernes Lamm, das mit dem rechten Fuß einen goldenen Kreuzesstab umschließt, dessen obere Enden kleeblattförmig auslaufen.

### Städtepartnerschaften
Noch kurz vor Verlust der Eigenständigkeit verschwisterte sich Wenings im Juli 1970 mit der französischen Stadt Nucourt.

## Kulturdenkmäler
Siehe: Liste der Kulturdenkmäler in Wenings

## Vereine
- Gesangverein 1843 Wenings e. V.
- Freiwillige Feuerwehr e. V.
- Landfrauenverein Wenings
- V.f.R. Wenings 1956 e. V.
- Verschwisterungsverein Wenings/Nucourt e. V.

## Persönlichkeiten
- Henry Kaufman (* 1927 in Wenings), US-amerikanischer Ökonom, Gründer der Investment- und Beratungsfirma Henry Kaufman & Co.
- Gudrun Wedel (* 1949 in Wenings), deutsche Historikerin, Gewinnerin des Margherita-von-Brentano-Preis